# Edward Manners (3e comte de Rutland)
Edward Manners, 3e comte de Rutland, 14e baron de Ros de Helmsley, (12 juillet 1549 - 14 avril 1587) est le fils de Henry Manners (2e comte de Rutland), dont il hérite des titres en 1563.

## Biographie
Il est le fils aîné de Henry Manners (2e comte de Rutland), et de Margaret, quatrième fille de Ralph Neville (4e comte de Westmorland). Il semble avoir fait ses études à Oxford, même s'il n'y est pas diplômé. Il porte le titre de Lord Roos ou Ros, l'ancien titre de sa famille, jusqu'en 1563, date à laquelle, à la mort de son père, il devient le troisième comte de Rutland.
Il est l'un des pupilles de la reine, et est spécialement sous la charge de William Cecil, qui est lié avec lui par le mariage. Il accompagne la reine lors de sa visite à Cambridge en 1564, et est logé au St. John's College, et crée MA le 10 août. En octobre 1566, il est nommé MA d'Oxford. En 1569, il rejoint le comte de Sussex, emmenant ses locataires avec lui, et occupe un commandement dans l'armée qui réprime l'insurrection du nord. En 1570, il passe en France, Cecil rédigeant un document d'instructions pour sa direction. Il est à Paris en février ou l'année suivante. A la maison, il reçoit de nombreuses charges et montre une dévotion enthousiaste à la reine. Le 5 août 1570, il devient connétable du Château de Nottingham et intendant, gardien, gardien et juge en chef de la forêt de Sherwood. En 1571, il est féodal du duché de Lancastre pour les comtés de Nottingham et de Derby et en 1574, il est nommé lord-lieutenant du Nottinghamshire.
Le 17 juin 1577, Rutland est nommé à la commission ecclésiastique de la province d'York et en 1579 au conseil du nord. Ses charges publiques absorbent probablement alors tout son temps, car en 1581, un parent, John Manners, semble avoir géré son domaine. Le 23 avril 1584, il devient chevalier de la Jarretière et le 14 juin 1585 lord-lieutenant du Lincolnshire. Son style de vie est très dispendieux ; lorsqu'il se rend avec sa comtesse à Londres vers 1586, il a avec lui quarante et un serviteurs, dont un aumônier, un trompettiste, un jardinier et un apothicaire. En juin 1586, avec Lord Eure et Randolph, il arrange un traité de paix avec les Écossais à Berwick, et son frère Roger écrit que sa conduite est approuvée par la cour. Le 6 octobre, il est l'un des commissaires pour juger Mary Stuart. La reine promet de le nommer lord chancelier après la mort de Thomas Bromley (en), survenue le 12 avril 1587, et il est pendant un jour ou deux ainsi nommé. Il meurt cependant le 14 avril 1587 dans sa maison d'Ivy Bridge dans le Strand.

## Mariage et descendance
Le 6 juin 1573, il épouse Isabel Holcroft, fille de Thomas Holcroft (1505-1558), député et commissaire à la dissolution des monastères, qui fait construire un hôtel particulier à Vale Royal sur le site de l'ancienne abbaye cistercienne. De sa femme, il a un enfant et unique héritière :
- Elizabeth Manners, 15e baronne de Ros (1575-1591), qui hérite de la baronnie de Ros, une ancienne baronnie créée par ordonnance. Les autres titres créés par lettres patentes ne pouvaient passer qu'à un héritier mâle. Elle épouse William Cecil (2e comte d'Exeter).

## Mort et héritage
Il meurt le Vendredi saint à Puddle Wharf dans la ville de Londres et est ramené chez lui pour être enterré à Bottesford Church, Leicestershire, où son monument subsiste. Le comté de Rutland et la baronnie de Manners vont à son frère John Manners (4e comte de Rutland), mais la baronnie de Ros passe à sa fille.
À Bottesford Church dans le Leicestershire se trouve la tombe commémorative du troisième comte et de sa femme. Elle est créée par Gerard Johnson l'aîné de Southwark, un célèbre artisan flamand. le comte Edward est allongé sur un tapis, portant une armure de plaques complète. Au lieu d'un hausse -col protégeant sa gorge, il porte une fraise. Il porte l'Ordre de la Jarretière sur sa jambe gauche. Sa couronne a disparu et à ses pieds se trouve une crête de taureau décorée. La comtesse Isabel, fille de Sir Thomas Holcroft, porte une fraise avec la robe habituelle de l'époque sous un manteau garni d'hermine, sa tête soutenue par un coussin. Sa fille unique, Elizabeth, s'agenouille à ses pieds.